# PP-2000
 (avril 2025).
Si vous disposez d'ouvrages ou d'articles de référence ou si vous connaissez des sites web de qualité traitant du thème abordé ici, merci de compléter l'article en donnant les références utiles à sa vérifiabilité et en les liant à la section « Notes et références ».

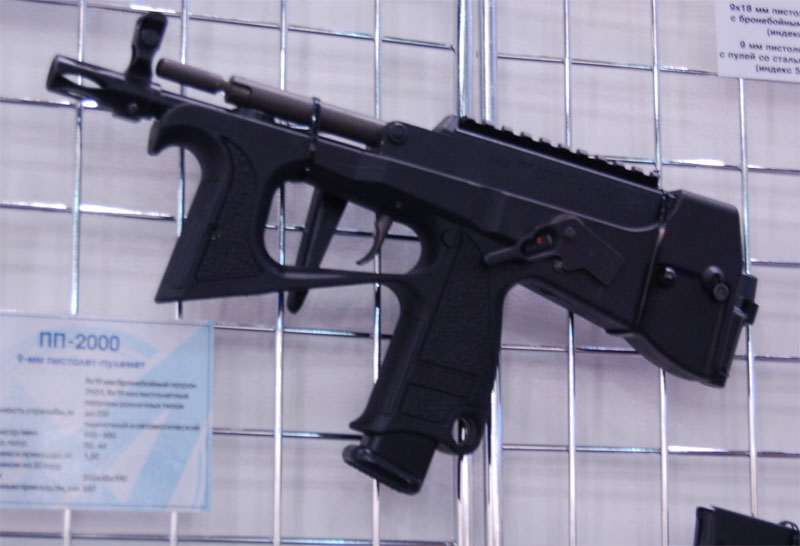
Le PP-2000 version finale, crosse rabattue et garni d'un chargeur de 20 coups

Le PP-2000 est un pistolet mitrailleur d'origine russe, particulièrement compact ; on le désigne parfois sous le terme de « pistolet rafaleur » ou de « pistolet mitrailleur sub-compact ».
Le PP-2000 est chambré en 9 mm parabellum et accepte les munitions perforantes russes « +P+ 7N21 » et « +P+ 7N31 ». Le brevet pour cette arme a été déposé en 2001 et les recherches débutèrent en 2003. En 2004, il était présenté dans les salons de l'armement. En 2007 on le voyait chez certains groupes d'intervention et de policiers, d'agents de sécurité ou de forces de l'ordre russes.

## Description
Le PP-2000 est un pistolet mitrailleur.
Il présente une disposition générale semblable à la majorité des autres armes de sa catégorie, à savoir un chargeur dans la poignée, une crosse rabattable et escamotable et des commandes groupées autour de la poignée. Le dessus de l'arme reçoit un « rail » Picatinny pour y fixer tous types de viseurs.
Si la disposition générale des composants du PP-2000 est similaire aux « classiques du genre », l'ergonomie et l'esthétique de l'arme sont tout à fait uniques : le pontet est prolongé loin en avant et se termine sur une poignée antérieure fixée à demeure (toute la carcasse de l'arme est coulée d'un seul bloc de plastique) dont il est la base. Ce type de pontet large est habituel sur les armes des régions froides où il est important qu'une arme puisse être utilisée avec des gants d'hiver. Ce pontet, qui sert de carénage reliant la poignée principale à la poignée antérieure, fait office de butée pour le pouce de la main faible lorsqu'elle enserre la poignée antérieure.

## Fonctionnement
Le PP-2000 fonctionne selon une action directe de la culasse (blowback en anglais), il ne dispose donc pas de système d'ouverture retardée qui est pourtant un gage de précision et de fiabilité (comme sur le HK MP5 par exemple).
Par ailleurs, le PP-2000 tire à culasse fermée, ce qui améliore la précision, contrairement, par exemple, au Ingram Mac 10 qui, fonctionne à culasse ouverte afin d'augmenter sa cadence de tir.

## Particularités
Le PP-2000 présente de nombreux détails notables :
Son système d'armement : au lieu de tirer un levier de culasse (voire la culasse elle-même comme sur les Beretta 93R ou Glock 18), on appuie sur une excroissance de la culasse (excroissance qui ressort du carénage de la culasse) pour la pousser jusqu'à sa butée. Les versions récentes (à partir de ~2007) voient cette partie modifiée par l'ajout d'un levier qui s'articule au bout de la culasse, facilitant le réarmement de l'arme.
Sa crosse qui, non seulement est rabattable (une caractéristique habituelle sur ce genre d'armes) mais qui est en plus escamotable, mettant ainsi au jour à l'arrière de l'arme un logement permettant d'y glisser un chargeur. L'emploi d'un chargeur court (20 coups) engagé dans l'arme pour la discrétion et d'un chargeur long (30 coups), placé dans le logement de crosse pour avoir plus de munitions, dans le cas où la fusillade se prolongerait a ceci de pratique que le chargeur de 30 coups, tant qu'il n'est pas engagé dans l'arme, peut servir de crosse. Néanmoins, un tel usage est inconfortable puisque l'extrémité du chargeur ne fait qu'environ 3 × 4 cm2, trop peu pour être efficace ou confortable.
Le calibre 9 × 19 mm Parabellum n'est pas caractéristique des Personal Defense Weapon, mais la cartouche « améliorée » russe 7N31 perforante est pertinente jusqu'à 300 mètres (dépassant certains calibres destinés à chambrer des PDW) tout en garantissant le pouvoir d'arrêt du 9x19 mm parabellum.

## Utilisateurs

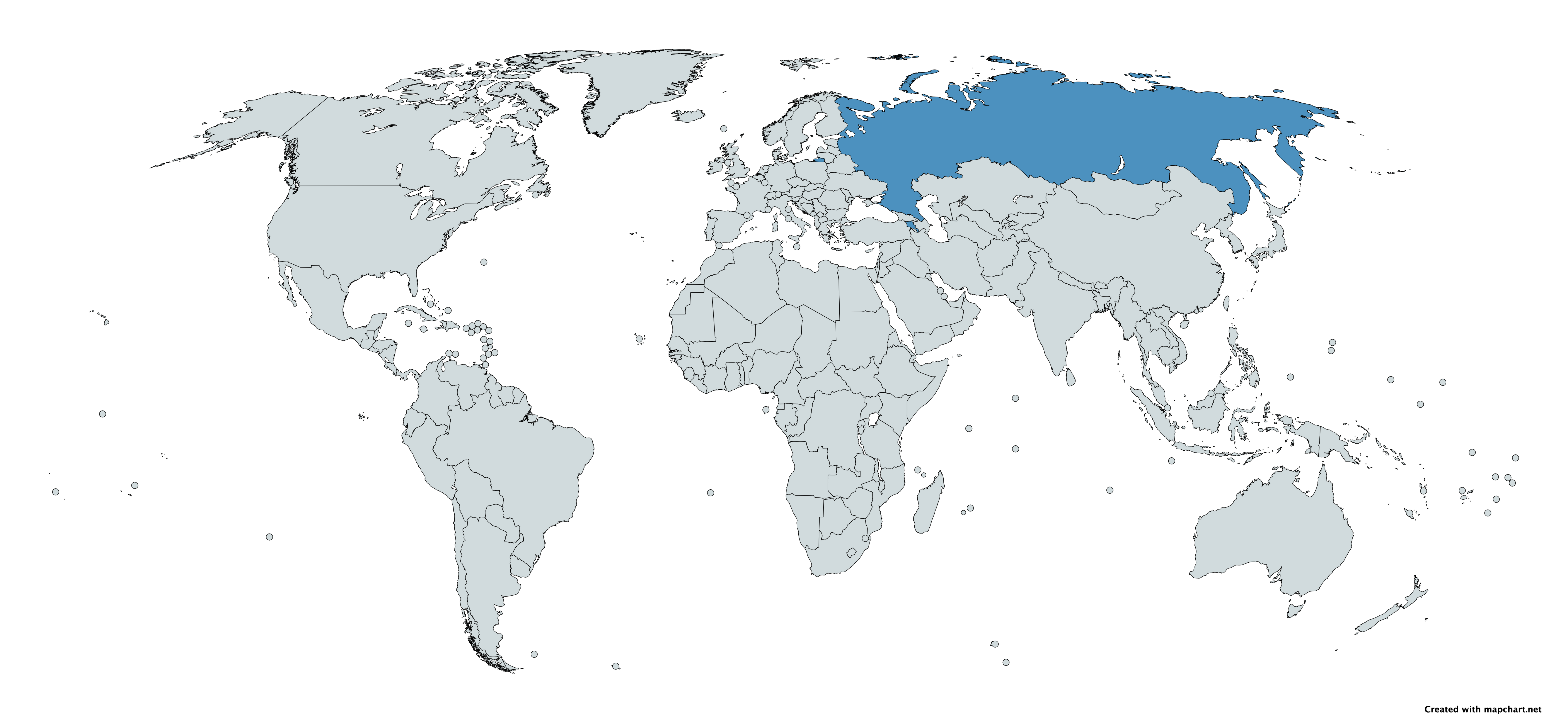
Pays utilisateurs du PP-2000 en 2023

- Russie

## Dans la culture populaire

### Jeux vidéo
- Le PP-2000 est disponible dans Call of Duty Modern Warfare 2, Battlefield Bad Company, Battlefield Bad company 2, Battlefield 3 et Battlefield 4.
- Il est également présent dans Survarium pour la faction des Settlers.
- Il est aussi disponible dans Ghost Recon Future Soldier (en solo et pour les Bodarks en multijoueur) et Ghost Recon Phantoms
- Il apparaît dans Watch Dogs sous le nom de R-2000. Il est disponible à l'achat dans les armureries et équipe certains groupes de gangsters.